# Union Arch Bridge
Union Arch Bridge, także Cabin John Bridge – most łukowy znajdujący się w miejscowości Cabin John w stanie Maryland.
Wzniesiony został jako część systemu dostarczającego wodę do Waszyngtonu (Washington Aqueduct). Budowę rozpoczęto w 1857, zakończono w 1864. Następnie dodano jezdnię. Konstrukcję zaprojektował Alfred Landon Rives. Prace prowadził Korpus Inżynieryjny Armii Stanów Zjednoczonych pod nadzorem inżynierskim Montgomery'ego Meigsa.
Most ma długość 140 m, szerokość 6,1 m. Wykonany został z granitu i piaskowca pochodzącego z kamieniołomu w Seneca w stanie Maryland. Wznosi się na wysokości 31 m ponad korytem potoku Cabin John Creek.